# Sardinella
Sardinella is een geslacht van straalvinnige vissen uit de familie van haringen (Clupeidae).

## Soorten
- Sardinella albella (Valenciennes, 1847)
- Sardinella atricauda (Günther, 1868)
- Sardinella aurita Valenciennes, 1847 (Oorsardientje)
- Sardinella brachysoma Bleeker, 1852
- Sardinella brasiliensis (Steindachner, 1879)
- Sardinella fijiense (Fowler & Bean, 1923)
- Sardinella fimbriata (Valenciennes, 1847)
- Sardinella gibbosa (Bleeker, 1849)
- Sardinella hualiensis (Chu & Tsai, 1958)
- Sardinella jussieu (Lacepède, 1803)
- Sardinella lemuru Bleeker, 1853
- Sardinella longiceps Valenciennes, 1847
- Sardinella maderensis (Lowe, 1838)
- Sardinella marquesensis Berry & Whitehead, 1968
- Sardinella melanura (Cuvier, 1829)
- Sardinella neglecta Wongratana, 1983
- Sardinella richardsoni Wongratana, 1983
- Sardinella rouxi (Poll, 1953)
- Sardinella sindensis (Day, 1878)
- Sardinella tawilis (Herre, 1927)
- Sardinella zunasi (Bleeker, 1854)